# Forăști, Iași
Forăști este un sat în comuna Gropnița din județul Iași, Moldova, România.